# Oreo (araña)
Oreo es un género de arañas araneomorfas de la familia Trachycosmidae. Se encuentra en Australia. 

## Lista de especies
Según The World Spider Catalog 12.0:
- Oreo bushbay Platnick, 2002
- Oreo capensis Platnick, 2002
- Oreo kidman Platnick, 2002
- Oreo muncoonie Platnick, 2002
- Oreo renmark Platnick, 2002